# Edward Foxe
Pour les articles homonymes, voir Foxe.
Edward Foxe ou Fox (1496-8 mai 1538) est un prélat anglais, évêque de Hereford en août 1535.
Secrétaire du cardinal Wolsey, il se voit confier plusieurs missions diplomatiques, notamment auprès de diverses universités pour faire valider le divorce d'Henri VIII d'avec Catherine d'Aragon. Thélogien réformateur, il s'engage auprès de Martin Luther et participe à la rédaction des Dix articles, qui sont à l'origine de l'anglicanisme.
Il est prévôt du King's College de Cambridge de 1528 à 1538, poste auquel il succède à Robert Hacomblene.